# Бухар
Буха́р (каз. Бұқар) — село у складі Кзилкогинського району Атирауської області Казахстану. Входить до складу Кизилкогинського сільського округу.
Населення — 35 осіб (2021; 118 у 2009, 230 у 1999, 280 у 1989).